# Microspingus pectoralis
Microspingus pectoralis, är en fågelart i familjen tangaror inom ordningen tättingar. Den betraktas oftast som en underart av svartbröstad tangara (Microspingus torquatus), men urskiljs sedan 2016 som egen art av Birdlife International och IUCN.
Taxonet förekommer i låglänta områden från sydöstra Bolivia till västra Paraguay och centrala Argentina. Den kategoriseras av IUCN som livskraftig.